# Cryphaea protensa
Cryphaea protensa är en bladmossart som beskrevs av Bruch, W. P. Schimper och C. Müller 1845. Cryphaea protensa ingår i släktet Cryphaea och familjen Cryphaeaceae. Inga underarter finns listade i Catalogue of Life.